# 井野隆一
井野 隆一（いの りゅういち、1920年3月30日 - 2001年7月1日）は、日本の農業経済学者、マルクス主義者、日本共産党員。

## 生涯
東京府豊多摩郡生まれ。父は井野碩哉。1942年東京帝国大学経済学部卒、農林省に入り応召。1946年日本農業研究所勤務、日本共産党に入る。1958年東京経済大学専任講師、1961年助教授、1965年教授。1973年退職、日本農業研究所に戻る。農民運動全国連合会顧問。野呂栄太郎賞を二度受賞した。墓所は多磨霊園。

## 著書
- 『貧農に訴える 原典解説』マルクス=レーニン主義入門叢書 青木書店 1966
- 『開放体制と日本農業』汐文社 解放新書 1969
- 『日本農業の国際環境』民衆社 1970
- 『農業問題研究』青木書店 1970
- 『現代資本主義と農業問題』大月書店 1975
- 『日本の食糧』新日本新書 1975
- 『食糧危機はくるか その理解と解決のために』東研 1977
- 『戦後日本農業の変遷 1 (農業の戦後再編)』東研選書 1979
- 『アメリカの食糧戦略と日本農業』新日本出版社 1985
- 『日本農業存亡の危機と展望』新日本出版社 1992
- 『戦後日本農業史』新日本出版社 1996

### 共編著
- 『戦後日本の農業と農民』暉峻衆三,重富健一共編者 新評論. 1968
- 『国家独占資本主義と農業』暉峻衆三, 重富健一共編 大月書店 1971
- 『食料問題の基本視角』重富健一共編著 新評論 1976
- 『日本農業再建の道標』千葉燎郎、重富健一共編著 筑波書房 1991
- 『農業問題入門』田代洋一共著 大月書店 1992
- 『現代資本主義と食糧・農業』暉峻衆三、重富健一、宮村光重共編著 大月書店 1995